# Ly Cao Tong
Lý Cao Tông var en vietnamesisk kejsare mellan 1176 och 1210. Hans regeringstid präglades av stora svårigheter. Landet drabbades av flera hungersnöder och de södra delarna blev invaderade av Champa. Ett myteri bröt ut bland soldater lojala till en general som Lý Cao Tông hade dödat och kungen tvingades fly. Han gömde sig i röda flodens delta tillsammans med sin son Lý Huệ Tông hos klanen Tran. De hjälpte senare kungen att återta makten vilket kom att bädda vägen för Trandynastin senare.